# Peter Theodor Schorn
Peter Theodor Schorn (født 12. september 1796 i København, død 1879) var en dansk oversætter.
Schorn blev privat dimitteret til universitetet i 1815, og underkastede sig i oktober 1821 den juridiske embedseksamen. Han deltog senere i sin fars fabrik, og beskæftigede sig derpå i en lang rekke af år med undervisning, iser i det tyske sprog, hvori han blev ansat som lærer ved Efterslægtselstabets Realskole, og fra 1836 til 1846 ved Metropolitanskolen. Schorn oversatte skrifter af blandt andre Goethe og Tieck till dansk. Han oversatte også prædikener af Mynster til tysk og Wallins postil til dansk.